# 明瀬礼洋
明瀬 礼洋（あかせ よしひろ、1967年 - ）は、映像監督、音響監督、プロデューサー、ライター。
明瀬企画代表。

## 来歴
1967年、富山県富山市に生まれる。
1987年～1988年、東映テレビプロダクション勤務。
2001年～2015年、ダックスインターナショナル、並びにダックスプロダクション勤務。

## 作品歴

### 映像作品
1987年
- ベイシティ刑事(東映）（進行助手）

1988年
- はぐれ刑事純情派（東映）（進行助手）
- 土曜ワイド劇場（東映）（進行助手）
- 仮面ライダーBLACK（東映）（進行助手）
- 仮面ライダーBLACKRX（東映）（進行助手、進行主任）

1991年
- ケルベロス-地獄の番犬（バンダイ）（進行主任）
- トレーニング・ユア・キャット（新潮社、CATV）（アシスタントプロデューサー）

1992年
- SFX巨人伝説ライン（ラピッドプログレス）（協力）

1995年
- 映画怪獣G子ちゃん（CATV）（企画、監督）

1998年
- ようこそ先輩（NHK）（進行）
- 遠くへいきたい（よみうりテレビ・四季映像）（進行主任）
- G子ちゃんとあそぼうゲロゴリポン（CATV）（企画、監督）
- 仮面マン（フジテレビ７２１、地球防衛放送パンドラ）（助監督、監督）
- そして天使は笑う（Vap)（進行主任）
- TVチャンピオン（進行）

1999年
- 美少女サイボーグミサイルみっちゃん（フジテレビ７２１、地球防衛放送パンドラ）（企画、監督）
- 地球防衛放送パンドラ（フジテレビ７２１）（演出）
- 愛の戦神 パルテオン（ティファコーポレーション、ビームエンターティメント）（企画、監督）
- ブットビ!Beeちゃん（キャラアニドットコム）（企画、監督）

2000年
- 侵略美少女ミリ（明瀬企画）（企画・監督）
- 恋身女子高生パティ（ソフト・オン・デマンド）（製作主任）

2001年
- ウッディー・ウッドペッカー（テレビ東京）（音響制作）
- すしあざらし占い（テレビ朝日）（音響監督）
- このはちゃれんじ（ゲーム・フライングシャイン）（音響監督）

2002年
- トミカプラレールタウンに全員集合（トミー）（監督）
- 電光超特急ヒカリアンCM（トミー）（監督）
- ギャラクシーエンジェル特典映像（ブロッコリー）（制作、演出）
- デ・ジ・キャラットCCG CM（ブロッコリー）（監督）
- 爆転シュート ベイブレードCCG CM（ブロッコリー）（監督）
- ぼくらがここにいるふしぎ。（ゲーム・フライングシャイン）（音響監督）
- 魔法戦士スイートナイツ（ゲーム・トライアングル）　　   　（音響監督）
- とらかぷっ！（ゲーム・WILL）（音響監督）

2003年
- 侵略ちょ～美少女ミリ（ジェネオン）（企画・原作・監督）
- トミカプラレールタウンに全員集合２００３（トミー）（監督）
- お遍路さん～発心の道場（阿波国編）（ゲーム・ピンチェンジ）（音響監督）
- 夏少女（ゲーム・WILL）（音響監督）

2004年
- バクシードCM（バンダイ）　（監督）
- アニクリ（Bsi）（制作）
- ぽぽちゃん（監督）

2005年
- モンチッチ（セキグチ、ベストフィールド、キッズステーション）（監督）
- アニクリ2005（Bsi)　（制作）
- OH!スーパーミルクチャンミルクのIT革命（音響制作）
- タツノコ ファミリーミュージカル 　帰ってきた! ハクション大魔王 （舞台劇 ）（音響監督）
- スーパー戦隊シリーズＣＤ（東映 コロムビア）（音響制作）

2006年
- 時をかける少女（角川）（音響制作）
- MUSASHI -GUN道-（Bsi)  （音響制作）
- 幻冬舎コミックス月刊コミックバーズCM（監督 ）

2007年
- 時空警察ヴェッカーシグナ（Vap・東京MX）（ラインプロデューサー）
- 人形アニメーションリカちゃん（コロムビア・AT-X）（監督）
- 麗佳牝犬調教～××に犯されて…～ (ゲーム・delta)（音響監督）

2008年
- エネルガイア（関西電力）展示映像（音響監督）
- 新 アタッカーＹＯＵ！金メダルへの道（ナック）（音響監督）
- 月刊コミックラッシュCM（ジャイブ）（監督 ）

2009年
- ミラクルトレイン大江戸線にようこそ（音響制作）

2010年
- B型H系（ハピネット）（音響制作）
- 花澤香菜と橘田いずみの B型 R 系（響・ネットラジオ）　（演出）
- どみなのド！CDドラマ　　（秋田書店）（音響監督）
- ヨメイロちょいすCDドラマ（秋田書店）（音響監督）
- セーラー服と重戦車CDドラマ（秋田書店）（音響制作）
- ねこみみくまさん（TVK　キッズ劇場）　（監督）
- 侵略派遣美少女ミリ（原作・脚本・音響監督）
- ぼくオタリーマンドラマCD　（キャラアニ）（音響監督）
- カニバル星人（音響制作）

2011年
- うたの☆プリンスさまっ♪マジLOVE１０００％　（音響制作・特典音響監督）
- フリージング（音響制作・特典音響監督）
- 橘田いずみと内田彩のフリージングゼネティックス学園分校（響・Webラジオ）構成・演出
- スイートプリキュア♪プリキュアとあそぼうDVD（講談社　幼稚園付録DVD）（監督）

2012年
- レゴ・ニンジャゴー（LEGO・アニマックス）（日本語版演出）
- えびてん 公立海老栖川高校天悶部（角川）（音響制作）
- 三国志スリーキングダムス公式朗読 CD シリーズ（SPO） （音響監督）
- 堀内賢雄と寺川愛美の三国志ラジオ（ラジオ大阪・響）構成演出
- 蒼い世界の中心で（音響制作）

2013年
- レゴ・チーマ（LEGO・アニマックス）（日本語版制作担当）
- レゴ・フレンズ（LEGO・アニマックス）（日本語版演出）
- ビークール（タカラトミー）ＣＭ 　（監督 ）
- 木製きかんしゃトーマス（マテル）ＣＭ （監督 ）
- 魔術師オーフェンＣＤドラマシリーズ （音響制作）
- フリージング ヴァイブレーション（音響制作・特典音響監督）
- うたの☆プリンスさまっ♪マジLOVE２０００％（キングレコード） （音響制作・特典音響監督）
- ドラゴンフォース（劇場用アニメ日中合作）（音響監督）
- 閃乱カグラ（音響制作）
- DV ダイナミックビーナス（音響制作）

2016年
- 武蔵忍法伝 忍者烈風（TOKYOMX2)（監督）

2017年
- 武蔵忍法伝 忍者烈風（TOKYOMX2)（監督）
- 妖ばなし（TOKYOMX2)（監督）

2018年
- 武蔵忍法伝 忍者烈風（TOKYOMX2)（監督）
- 妖ばなし（TOKYOMX2)（監督）
- 誘拐アンナ（協力）

2019年
- 死語女（YouTube）（監督）

### 編集・ライター
1992年
- COMIC BOX　（編集、ライター）

1996年～1998年　
- ぴあ（ライター）
- 東京ウォーカー（ライター）
- このアニメがすごい（宝島社）（ライター）
- スーパーロボット大全（ライター）
- 宇宙船（朝日ソノラマ）（ライター）